# New Richmond (Ohio)
New Richmond – wieś w Stanach Zjednoczonych, w stanie Ohio, w hrabstwie Clermont.